# Rhipidia sigilla
Rhipidia sigilla är en tvåvingeart som först beskrevs av Alexander 1956.  Rhipidia sigilla ingår i släktet Rhipidia och familjen småharkrankar. Inga underarter finns listade i Catalogue of Life.